# Ohne Gesetz
Ohne Gesetz (Originaltitel: Saddle Tramp) ist ein US-amerikanischer Western aus dem Jahr 1950 von Hugo Fregonese mit Joel McCrea und Wanda Hendrix in den Hauptrollen. Der Film wurde von Universal-International Pictures produziert.

## Handlung
Der Cowboy Chuck Conner reitet von Nevada nach Kalifornien. Als Schüsse ertönen, scheut sein nervöses Pferd. Chuck begegnet dem alten Pop, der zugibt, die Schüsse abgegeben zu haben. Eine Begründung bleibt er schuldig. Als Chuck an einem Fluss lagert, jagt eine Gruppe Reiter an ihm vorbei. Die Gruppe wird von einer anderen Gruppe, in der sich auch Pop befindet, verfolgt. Da Chuck den Grund dafür nicht kennt, hält er sich raus.
Am nächsten Tag befindet sich Chuck nahe der kalifornischen Grenze. Er beschließt, seinen alten Freund Slim zu besuchen, der in der Gegend eine Ranch besitzt. Auf der Ranch lernt er Slims Söhne Tommie, Robbie, Johnnie und Butch kennen. Er erfährt, dass Slims Ehefrau verstorben ist. Abends hört Slim ein Geräusch. Da Chuck und seine Söhne eingeschlafen sind, geht er alleine raus und sattelt Chucks Pferd. Als Chuck erwacht, sucht er nach Slim. Er findet seinen Freund mit gebrochenem Genick. Chuck macht sich Vorwürfe, ihn nicht vor seinem unberechenbaren Pferd gewarnt zu haben und fühlt sich für die vier Jungen verantwortlich.
Chuck sucht Arbeit und erfährt, dass der Rancher Jess Higgins Rancharbeiter sucht. Allerdings ist Higgins als Kinderhasser bekannt, seit sein eigener Sohn die Ranch verlassen hat. Chuck lässt die Jungs in einem nahen Canyon kampieren und verspricht, mit genügend Essen zurückzukommen. Auf der Ranch erfährt er, dass sich Higgins mit seinem Nachbarn Martinez befehdet. Zu seiner Überraschung trifft er auf Pop, der für Higgins arbeitet. Der Streit der Rancher scheint etwas mit den Schüssen zu tun zu haben. Als Chuck ins Lager zurückkommt, erwartet ihn eine weitere Überraschung in Form der 19-jährigen Ausreißerin Della, die vor ihrem lüsternen Onkel geflohen ist.
Die Jungen helfen Chuck, seinen Auftrag, die Reinigung eines Wasserlochs, zu erledigen. Da Chuck unerwartet schnell wieder zurück auf der Ranch ist, glaubt Higgins, Chuck würde schwindeln. Chuck versucht zu erklären, doch die irischstämmige Ma Higgins glaubt, er würde über Kobolde reden. Am Abend macht Chuck einen Kontrollritt entlang des Zaunes. Er begegnet Pancho, einem von Martinez’ Männern. Beide Rancher beschuldigen sich gegenseitig des Viehdiebstahls. Pancho lädt Chuck auf eine Fiesta ein, während der er Martinez’ Vorarbeiter Springer kennenlernt. Am nächsten Tag will Rocky, Higgins’ Vorarbeiter, wissen, was Chuck auf der anderen Ranch zu suchen hatte. Chuck fragt ihn im Gegenzug, woher er wisse, dass er da war.
Ma Higgins beklagt den Diebstahl von Nahrungsmitteln und macht Kobolde dafür verantwortlich. Higgins glaubt nicht an Kobolde und stellt eine Falle. Inzwischen ist August Hartnagle auf der Suche nach seiner Nichte Della auf der Higgins-Ranch angekommen und darf dort rasten. In der Nacht schleicht Chuck in die Küche und weicht der gestellten Falle aus. Hartnagle, auf der Suche nach einem Snack, hat nicht so viel Glück. Am nächsten Tag kommt Della heimlich zur Ranch mit der Nachricht, dass Butch erkrankt sei. Mit Della macht sich Chuck auf den Weg und holt einen Arzt. Die Krankheit stellt sich als leichte Magenverstimmung heraus. Der Arzt, der Hartnagle kennt und nicht leiden kann, verspricht, Chucks und Dellas Geheimnis zu wahren.
Aufgestachelt von Rocky beschuldigt Higgins Chuck am nächsten Tag des Diebstahls. Da Chuck nicht erklären kann, wo er in der Nacht war, wird er gefeuert. Higgins holt seine Leute zusammen, um Martinez Ranch anzugreifen. Tommie zeigt Chuck, dass die gestohlenen Rinder in einen nahen Canyon getrieben wurden. Nun wird klar, dass die beiden Vorarbeiter, Rocky und Springer, die Viehdiebe sind, um die beiden Rancher gegeneinander auszuspielen. Chuck wird von Springer k. o. geschlagen und in ein Versteck verfrachtet. Tommie eilt zum Lager und fährt mit seinen Brüdern und Della in einem Pferdewagen zur Higgins-Ranch. Dort finden sie allerdings nur Ma Higgins und Hartnagle vor. Ma hindert Hartnagle daran, Della etwas anzutun und steuert den Pferdewagen zur Martinez-Ranch. Auf ihr Betreiben hin sprechen sich die beiden Rancher aus, die erkennen, dass sie von Rocky und Springer betrogen wurden. Chuck wird aus dem Versteck befreit. Später heiraten Della und Chuck und gründen mit den vier Brüdern eine eigene Ranch.

## Produktion

### Hintergrund
Gedreht wurde der Film von Ende Februar bis Anfang April 1950 auf den Movie Ranches Andy Jauregui Ranch und Iverson Ranch.

### Stab
Bernard Herzbrun und Richard H. Riedel oblag die künstlerische Leitung. Russell A. Gausman und Oliver Emert waren für das Szenenbild zuständig, Bill Thomas für die Kostüme, Bud Westmore und Emile LaVigne für das Maskenbild. Verantwortliche Toningenieure waren Leslie I. Carey und Joe Lapis. Gilbert Kurland arbeitete als Produktionsmanager.
Terry Gilkyson schrieb das im Film als Instrumental gespielte Lied Cry of the Wild Goose, welches in der Version von Frankie Laine am 11. März 1950 auf Platz 1 der Billboard-Charts Records Most Played by Jockeys wurde.

## Synchronisation
Die deutsche Synchronfassung wurde von der Berliner Synchron GmbH Wenzel Lüdecke nach einem Dialogbuch von Karin Vielmetter erstellt. Die Dialogregie führte Peter Elsholtz.
| Rolle        | Schauspieler  | Synchronsprecher      |
| ------------ | ------------- | --------------------- |
| Chuck Conner | Joel McCrae   | Siegfried Schürenberg |
| Della        | Wanda Hendrix | Maria Körber          |
| Rocky        | John Russell  | Gert Günther Hoffmann |

## Veröffentlichung
Die Premiere des Films fand am 21. September 1950 in Los Angeles statt. In der Bundesrepublik Deutschland kam er am 11. Februar 1956 in die Kinos.

## Rezeption
Das Lexikon des internationalen Films schrieb: „Familienwestern mit einer Starrolle für Joel McCrea.“
Der Kritiker des TV Guide sah einen, dank McCreas Charme und eines geistreichen Drehbuchs, vergnüglichen Familienwestern, der mit Humor und Frische erzählt wird.